# جاناتان هولبرت ونس
جاناتان هولبرت ونس (انگلیسی: Jonathan Vance؛ زادهٔ ۳ ژانویهٔ ۱۹۶۴) فرد نظامی اهل کانادا است.